# Jay Chapman
Jay Tyler Chapman (Brampton, Canadá, 1 de enero de 1994), más conocido como Jay Chapman, es un futbolista canadiense que juega de defensor en el Detroit City FC de la USL Championship.

## Selección nacional
Chapman es internacional con la selección de fútbol de Canadá con la que debutó el 22 de enero de 2017, frente a la selección de fútbol de Bermuda. En dicho encuentro anotó, además, su primer gol.

## Clubes
| Club                         | País           | Año           |
| ---------------------------- | -------------- | ------------- |
| SC Toronto                   | Canadá         | 2012          |
| K-W United                   | Canadá         | 2013-2014     |
| Toronto F. C.                | Canadá         | 2015-2019     |
| Inter de Miami               | Estados Unidos | 2020-2021     |
| Dundee F. C.                 | Escocia        | 2022          |
| Colorado Springs Switchbacks | Estados Unidos | 2023          |
| Hartford Athletic            | Estados Unidos | 2024          |
| Detroit City FC              | Estados Unidos | 2025-presente |

## Palmarés

### Títulos nacionales
| Título                          | Club          | País           | Año  |
| ------------------------------- | ------------- | -------------- | ---- |
| Campeonato Canadiense de Fútbol | Toronto F. C. | Canadá         | 2016 |
| Campeonato Canadiense de Fútbol | Toronto F. C. | Canadá         | 2017 |
| MLS Supporters' Shield          | Toronto F. C. | Estados Unidos | 2017 |
| Copa MLS                        | Toronto F. C. | Estados Unidos | 2017 |
| Campeonato Canadiense de Fútbol | Toronto F. C. | Canadá         | 2018 |